# The Trouble with Being Myself
The Trouble with Being Myself je třetí studiové album americké zpěvačky Macy Gray. Vydalo jej v dubnu roku 2003 hudební vydavatelství Epic Records a na jeho produkci se společně se zpěvačkou podíleli Darryl Swann, Dallas Austin, DJ Kiilu Grand, Darryl Swann a Dave Way. V žebříčku Billboard 200 se album umístlo na 44. příčce, v UK Albums Chart na 17.

## Seznam skladeb
| Pořadí | Název                           | Délka |
| ------ | ------------------------------- | ----- |
| 1.     | When I See You                  | 3:43  |
| 2.     | It Ain't the Money              | 4:07  |
| 3.     | She Ain't Right for You         | 4:12  |
| 4.     | Things That Made Me Change      | 4:29  |
| 5.     | Come Together                   | 4:35  |
| 6.     | She Don't Write Songs About You | 4:39  |
| 7.     | Jesus for a Day                 | 3:30  |
| 8.     | My Fondest Childhood Memories   | 3:36  |
| 9.     | Happiness                       | 4:13  |
| 10.    | Speechless                      | 4:06  |
| 11.    | Screamin'                       | 3:16  |
| 12.    | Every Now and Then              | 4:34  |

## Obsazení
- Macy Gray – zpěv, doprovodné vokály
- Marsha Ambrosius – doprovodné vokály
- Dallas Austin – kytara, syntezátory, programování, doprovodné vokály
- Bobby Ross Avila – klavír, doprovodné vokály
- Israel Avila – programování
- Marina Bambino – perkuse, doprovodné vokály
- Steve Baxter – pozoun
- Beck – kytara, doprovodné vokály
- Dawn Beckman – doprovodné vokály
- Printz Board – trubka, křídlovka
- Scott Breadman – perkuse
- David Campbell – aranžmá smyčců
- Audra Cunningham-Nishita – doprovodné vokály
- Rama Duke – doprovodné vokály
- Logan Duntzelman – doprovodné vokály
- Mike Elizondo – baskytara
- Esthero – doprovodné vokály
- Fanny Franklin – doprovodné vokály
- Herb Graham Jr. – bicí
- DJ Kiilu Grand – programování
- Charles Green – saxofon
- Lukas Haas – kytara, doprovodné vokály
- Mike Harris – trubka
- Aanisah Hinds – doprovodné vokály
- Happy Hinds – doprovodné vokály
- Tahmel Hinds – doprovodné vokály
- Victor Indrizzo – bicí, kytara, kytarové smyčky
- Courtney Johnson – doprovodné vokály
- Joia Johnson – doprovodné vokály
- Jinsoo Lim – kytara
- Adam MacDougall – syntezátory, varhany, klavír
- Arik Marshall – kytara
- Justin Meldal-Johnsen – baskytara, doprovodné vokály
- Pharoahe Monch – rap, doprovodné vokály
- Traci Nelson – doprovodné vokály
- Zac Rae – elektrické piano, varhany, klavír, clavinet, syntezátory
- Tom „Tombone“ Rawls – pozoun
- Chris Richardson – doprovodné vokály
- Dave Rolicke – saxofon, pozoun
- Mark Ronson – kytara, programování
- Jeremy Ruzumna – syntezátory, klavír, programování, varhany, clavinet
- Rick Sheperd – programování
- Chino Smith – doprovodné vokály
- Sy Smith – doprovodné vokály
- Natalie Stewart – doprovodné vokály
- Daryl Swann – kytara, programování
- Sonny Swann – doprovodné vokály
- Kam Talbert – doprovodné vokály
- Chris Thomas – baskytara
- Danielle Thomas – doprovodné vokály
- Tracy Wannomae – saxofon, basklarinet
- Dave Wilder – baskytara
- Ericka Yancey – doprovodné vokály